# 奧地利郵政

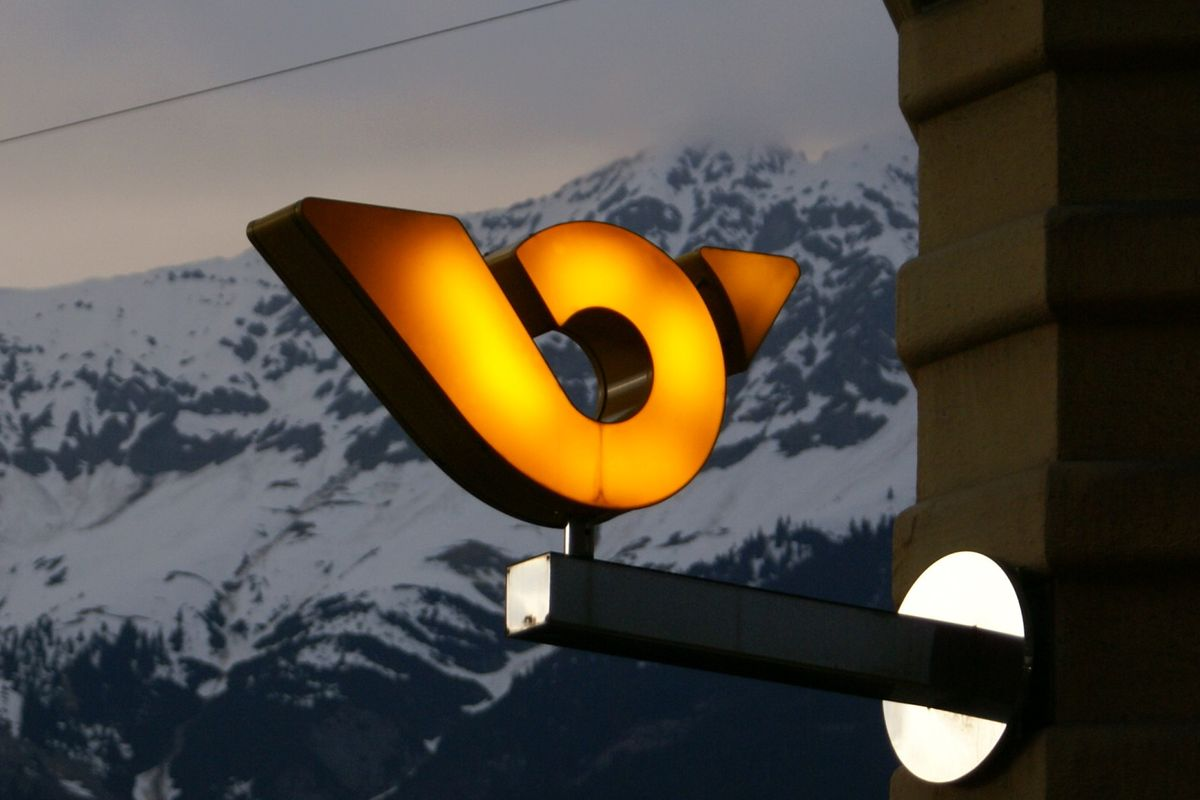

奧地利郵政（Österreichische Post Aktiengesellschaft）是奧地利的郵政服務提供公司。該公司成立於1999年，拆分自國有企業奧地利郵政電信（ Post und Telekom Austria AG），是維也納證券交易所的上市公司。奧地利最初的郵政服務出現在1490年。1966年，奧地利導入了郵政編碼系統。1986年，奧地利郵政開始提供特快專遞服務。

## 外部連結
- 官方网站 （英語）
- Vienna Stock Exchange: Market Data Österreichische Post AG （页面存档备份，存于）
- History of Post, Telegraphs and Telephone in Vienna - 1905 (In German)